# Кам'яниця (Дубенський район)
Кам'яни́ця — село в Україні, у Тараканівській сільській громаді Дубенського району Рівненської області. Населення становить 310 осіб. Орган місцевого самоврядування — Тараканівська сільська рада.

## Географія
Село розташоване на лівому березі Ікви.

## Історія
У 1906 році село Вербівської волості Дубенського повіту Волинської губернії. Відстань від повітового міста 6 верст, від волості 10. Дворів 78, мешканців 478.
7 (20) листопада 1917 року, відповідно до Третього Універсалу Української Центральної Ради, увійшло до складу Української Народної Республіки.
12 червня 2020 року, відповідно до розпорядження Кабінету Міністрів України № 722-р від «Про визначення адміністративних центрів та затвердження територій територіальних громад Рівненської області», увійшло до складу Тараканівської сільської громади.
19 липня 2020 року, в результаті адміністративно-територіальної реформи та ліквідації  Дубенського (1939—2020) району, село увійшло до складу новоутвореного Дубенського району.

## Населення

### Мова
Розподіл населення за рідною мовою за даними перепису 2001 року:
| Мова       | Відсоток |
| ---------- | -------- |
| українська | 99,68%   |
| російська  | 0,32%    |